# 23-F: el día más difícil del rey
23-F: el día más difícil del Rey es una miniserie de dos capítulos dirigida por Silvia Quer, escrita por Helena Medina y producida por Pablo Usón y Daniel Hernández en Alea Docs & Films en coproducción con Televisión Española y Televisió de Catalunya. Cuenta el momento histórico ocurrido el 23 de febrero de 1981, el intento de golpe de Estado del 23-F, con un reparto de primer nivel entre los que destacan Lluís Homar en el papel de Juan Carlos I, Emilio Gutiérrez Caba en el papel de Sabino Fernández Campo, Juan Luis Galiardo en el papel de Alfonso Armada y José Sancho en el papel de Jaime Milans del Bosch. Fue emitida por TVE el 10 y 12 de febrero de 2009 y por Televisió de Catalunya el 19 de febrero de 2010.
Es la miniserie con mayor índice de audiencia de la historia en España, con 6.491.000 espectadores en el primer episodio (31 % de cuota de pantalla) y 6.920.000 en el segundo (35 % de cuota de pantalla).

## Argumento
"El 23 de febrero de 1981 comienza en la Zarzuela como un día más. Por la tarde se celebrará en el Congreso la votación de investidura del nuevo presidente del Gobierno tras la dimisión de Suárez. El Rey no sospecha que a las 18:23, los acontecimientos tomarán un rumbo inesperado".
En dos capítulos, la serie recuerda los momentos de tensión vividos por el soberano.
En este escenario se sitúa la nueva miniserie de dos capítulos que Televisión Española estrena en el aniversario del intento de golpe de Estado auspiciado por Tejero, y bajo el título 23-F: El día más difícil del Rey. 
Dirigida por Silvia Quer y con Lluís Homar en el papel del Rey y Emilio Gutiérrez Caba como Sabino Fernández Campo, los capítulos recordarán las horas de tensión vividas por el monarca, los primeros momentos de confusión, la Reina Sofía actuando como "compañera de viaje"...
Además, reflejará la relación personal que surgirá entre Don Juan Carlos con algunos de los personajes del momento.

## Personajes[1]
- Juan Carlos I (Lluís Homar)
- Sabino Fernández Campo (Emilio Gutiérrez Caba)
- Sofía de Grecia (Mónica López)
- Antonio Tejero (Manel Barceló)
- José Gabeiras (Jordi Dauder)
- José Juste (Jesús Ferrer)
- Luis Torres Rojas (Juli Mira)
- José Luis Aramburu Topete (Joaquín Gómez)
- José Ignacio San Martín (Joan Massotkleiner)
- Irene de Grecia (Alicia Pérez)
- Francisco Laína (Pep Munné)
- Alfonso Armada (Juan Luis Galiardo)
- Jaime Milans del Bosch (José Sancho)
- Luis Caruana (Miguel Ángel Jenner)
- Príncipe Felipe (Lluís Bou)
- Infanta Elena (Haidée Fernández de Terán)
- Infanta Cristina (Anna Viñas)
- Fernando Castedo (Albert Pérez)

## Premios y nominaciones (10 & 7)
- Premio Ondas 2009 a la Innovación a la calidad televisiva.
- Premio Gaudí 2009 a la Mejor película para televisión.
- Premio Zapping 2009 al Mejor actor (Lluís Homar).
- Nominación al Premio Zapping 2009 a la Mejor serie.
- Premios ATEA 2009 a la Mejor serie.
- Camaleón de Oro al Mejor actor de televisión (Lluís Homar) en el Festival de cine y televisión de Islantilla 2009.
- Premio Interesante en el Festival de Televisión y Radio de Vitoria 'FesTVal' 2009.
- Silver Chest Prize en la 34.ª edición del prestigioso Golden Chest Festival de Bulgaria 2009.
- Nominación a la Mejor miniserie en el Festival Internacional de Televisión y Cine de Nueva York 2010.
- Nominación a la mejor miniserie en el Festival Montecarlo.
- Nominación al mejor actor (Lluís Homar).
- Nominación a la mejor actriz (Mónica López).
- Premio ATV de 2009 al Actor de serie (Lluís Homar).[2]
- Premio ATV 2009 a la Mejor película para televisión.[2]
- Nominación al Premio ATV 2009 al mejor maquillaje y caracterización.[2]
- Premio Nacional de Televisión 2010[3]
- Nominación a la Mejor producción española en el Festival Internacional de la Creación Televisiva de Luchon (Francia) 2010[4]

## Reparto
En la serie participan cuatro actores ganadores del Premio Goya: Juan Luis Galiardo (2000), Jordi Dauder (2008), José Sancho (1997) y Emilio Gutiérrez Caba (2000 y 2001), este último con dos estatuillas. Lluís Homar obtendría el Goya posteriormente (en 2011).

## Audiencia
Es la miniserie con mayor índice de audiencia de la historia en España, con 6.491.000 espectadores en el primer episodio y 6.920.000 en el segundo.

## Errores
A pesar de lo bien cuidada que está la ambientación, la localización de las banderas no es correcta.
En concreto hay una más que sospechosa inexactitud, al verse como en los despachos de los golpistas aparece la bandera de España con el escudo con el Águila de San Juan, mientras que en los despachos de los fieles a la constitución aparece la bandera en su configuración actual, que en realidad es posterior a los hechos que narra la serie.
Otro error es la caracterización de la reina, que, probablemente intentando hacerla más cercana, aparece hablando un perfecto español aunque es una lengua que no domina.